# Натаров, Юрий Олегович
Юрий Олегович Натаров (род. 28 декабря 1996, Талгар, Алматинская область) — казахстанский шоссейный велогонщик, выступающий с 2019 года за команду мирового тура «Astana Pro Team».

## Выступления
2014
1-й  — Чемпионат Казахстана среди юниоров в индивидуальной гонке
2015
7-й — Чемпионат Казахстана в индивидуальной гонке
2016
1-й  — Чемпионат Казахстана среди молодёжи в индивидуальной гонке
6-й — Чемпионат Казахстана в индивидуальной гонке
2017
2-й — GP Capodarco
3-й — Чемпионат Азии среди молодёжи в индивидуальной гонке
8-й — Чемпионат Казахстана в индивидуальной гонке
10-й — Тур Алматы
2018
Чемпионат Казахстана
8-й в групповой гонке
8-й в индивидуальной гонке
10-й — Girobio